# Коштана (филм из 1962)
„Коштана ” је југословенски ТВ филм из 1962. године. Режирао га је Јован Коњовић, а сценарио је написао Васа Поповић по истоименој драми Борисава Станковића.

## Улоге
| Глумац             | Улога |
| ------------------ | ----- |
| Љубинка Бобић      |       |
| Мери Бошкова       |       |
| Предраг Ћерамилац  |       |
| Милена Дапчевић    |       |
| Миша Мирковић      |       |
| Жарко Митровић     |       |
| Славко Симић       |       |
| Виктор Старчић     |       |
| Миливоје Живановић |       |